# Béatrice d'Ornacieux
Pour les articles homonymes, voir Béatrice (homonymie) et Béatrix.
Béatrix ou Béatrice (v. 1260 - v. 1303), dite de Miribel d'Ornacieu ou simplement d'Ornacieux, est une chartreuse fondatrice d'un monastère.
Vénérée comme bienheureuse dans l'Église catholique romaine, son culte est confirmé en 1763 et elle est béatifiée par le pape Pie IX le 15 avril 1869. Sa fête liturgique est fixée au 25 novembre pour les Chartreux, et le 13 février pour l'ensemble de l'Église.

## Vie
Son hagiographie est écrite au XIVe siècle dans l'ouvrage en francoprovençal lyonnais La Vita seiti Biatrix virgina de Ornaciu (« La vie de sainte Béatrice d'Ornacieux vierge ») de la religieuse Marguerite d'Oingt.
Béatrix est née aux alentours de 1260 à Ornacieux dans une famille noble et puissante, les seigneurs de Miribel d'Ornacieux, originaire du Dauphiné. Entrée en 1273 à la Chartreuse de Parménie, elle part ensuite fonder un monastère à Eymeux où elle vit dans l'austérité et y connait de nombreuses extases mystiques. Elle en devient prieure et y meurt vers 1303. Ses reliques sont alors partagées entre Eymeux et Parménie.

## Écrit historique
Le principal texte la concernant a été écrit au XIVe siècle, par Marguerite d'Oingt, en ancien francoprovençal, sous le titre original : Li Via seiti Biatrix, virgina de Ornaciu

« § 112 : Quant vit ço li diz vicayros que ay o coventavet fayre, ce alyet cela part et en ot mout de dongiers et de travayl, ancis que cil qui gardont lo lua d'Emuet li volissant layssyer ço que il demandavet et que li evesques de Valenci o volit commandar. Totes veys yses com Deus o aveyt ordonat oy se fit. »

## Iconographie
En raison de sa dévotion pour la Passion du Christ et des meurtrissures de son corps, elle est souvent représentée tenant un clou ou l'enfonçant dans sa main gauche avec un marteau, pour partager en quelque chose les douleurs de Jésus crucifié.

## Proverbe populaire
Un dicton du 13 février est associé à la sainte : « De sainte Béatrice la nuée, assure six semaines mouillées ».

### Sources et bibliographie
- Théodore Bellanger, « Vie de la bienheureuse Béatrice d’Ornacieux : Vierge chartreusine de Parménie au XIIIe siècle, sa vie, sa mort et son culte », Grenoble, 1874, in-8, 200 p.
- Rosa Giorgi, Le petit livre des saints, Larousse, 2006, p. 98  (ISBN 2-03-582665-9)
- Prions en Église n° 254, Éditions Bayard, Février 2007, p. 21
- Alain Guillermou , Le livre des saints et des prénoms,  1976, p. 55
- (en)  Cet article contient des extraits traduits d'un article de la Catholic Encyclopedia dont le contenu se trouve dans le domaine public.
- Sergi Sancho Fibla, Escribir y meditar : Las obras de Marguerite d'Oingt, cartuja del siglo XIII, Madrid, Siruela, 2018, pp. 244-279
- Cyprien Gineys, Bienheureuse Béatrix d'Ornacieux : Parménie-Eymeux - 750 ans d'histoire, Peuple libre, 2006, 180 p.